# Дафна Парк
Да́фна Парк (англ. Daphne Park, 1 вересня 1921 — 24 березня 2010) — британська шпигунка, баронеса, кілька років очолювала резидентуру розвідслужби MI-6 у Москві.
1943 року, в розпал Другої світової війни, закінчила Оксфордський університет, де вивчала іноземні мови, зі ступенем бакалавра. Після війни направлена в Німеччину, де й працювала в складі польової розвідки, заснованої західними союзниками. 1948 року змогла вступити на роботу в MI-6, де швидко зрозуміли, що її цікавить не офісна, а саме оперативна робота.
Дафна вивчала російську мову і мріяла працювати в СРСР. Але спочатку 1952 року її направили працювати в Париж, у британській делегації при НАТО, щоб не викликати підозр у радянської влади. 1954 року вона приїхала до Москви. Офіційно Парк була другою секретаркою посольства, але насправді від самого початку вона була главою резидентури MI-6.
Оскільки умови життя й роботи іноземних дипломатів в СРСР тоді були жорсткими, Парк присвятила більшість часу вивченню життя столиці та країни. Вона скуповувала тисячі книг за списками, які надсилали їй Британський музей, Бодліанська бібліотека Оксфорда, військове міністерство і центр збору розвідінформації. Одним із ключових завдань розвідниці було здобути розклад поїздів радянських залізниць.
Парк покинула Москву в кінці 1956 року, щоб почати по-справжньому «польову» кар'єру. Протягом багатьох років вона працювала в різних країнах Африки, яка переживала тоді період національно-визвольного руху. Британка познайомилася з борцями за незалежність Демократичної Республіки Конго і Замбія — Патрісом Лумумбою, Жозефом Мобуту і Кеннетом Каундою, які потім займали перші пости в своїх країнах. Вони вважали Парк союзницею і людиною, якій можна довіряти. В Африці вона не раз потрапляла в смертельно небезпечні ситуації і була за крок від смерті за підозрою в шпигунстві, проте всі інциденти закінчилися для неї благополучно. У березні 2010 року в британській пресі з'явилася інформація про те, що Патріса Лумумбу повалено з посади і убито за участю Дафни Парк. Таку заяву озвучив Девід Лі — член британського парламенту від Лейбористської партії. За його словами незадовго до своєї смерті Парк, під час спільного чаювання, на його запитання про те, чи причетне MI-6 до смерті Лумумби, відповіла «Так. Я організувала це». Подібна заява викликала неоднозначну оцінку в британському суспільстві, багато істориків і дослідників висловили сумніви в його достовірності. Так, вони зазначали, що Парк здійснювала розвідку і в її повноваження ніяк не могла входити така дія, як спроба вбивства настільки високопоставленої особи як лідер іншої держави, що може спричинити дуже серйозні політичні і дипломатичні наслідки. Також вони вказували на те, що після розформування УСО британський уряд проводив політику відмови від політично мотивованих убивств, наприклад MI-6 навіть не здійснила замахів на лідерів воєнізованого угруповання ІРА. Представники британського уряду назвали заяви Лі «умоглядними» (англ. speculative).
Також вона встигла попрацювати в соціалістичних країнах Азії — В'єтнамі та Монголії (протягом декількох місяців 1972 року була повіреною у справах посольства Великої Британії в Улан-Баторі), — перш ніж остаточно повернутися до штаб-квартири МІ-6 у Лондоні, де й пішла у відставку 1979 року. Протягом 30 років вона була співробітницею 6 відділу Управління військової розвідки МІ-6, одночасно проходячи як дипломатичний працівник у відомстві британського МЗС. Після цього вона отримала керівну посаду в коледжі Сомервіль у своєму рідному Оксфордському університеті, де працювала над питанням перетворення цього спочатку жіночого коледжу в змішаний. Парк також була членкинею ради піклувальників Британської телерадіомовної корпорації ВВС, а 1990 року, за заслуги перед країною, їй надано довічний титул баронеси.
Одружена не була, дітей не мала.